# All That (musikalbum)
All That är ett musikalbum från 1993 av sångerskan LeAnn Rimes.

## Låtlista
- Blue
- Sure Thing
- I'll Get Even With You
- Why Can't We
- The Rest is History
- Broken Wing
- Cowboy's Sweetheart
- Middle Man
- Share My Love
- Yesterday
- I Will Always Love You